# Louis III. de Lorraine-Guise

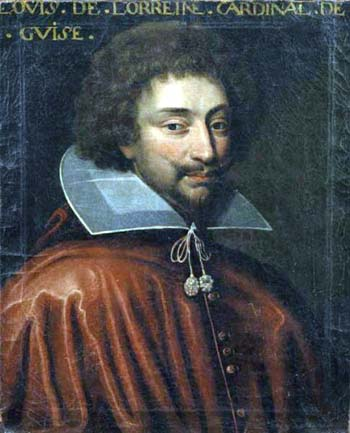
Kardinal Louis III. de Lorraine-Guise (Portrait 2. Viertel des 17. Jhds.)

Kardinalswappen (schematische Darstellung)

Louis III. de Lorraine-Guise (* 22. Januar 1575 in Lothringen; † 21. Juni 1621 in Saintes) war Erzbischof von Reims und Kardinal der Römischen Kirche.

## Leben
Er war der dritte Sohn Henris I. de Lorraine aus dem Hause Guise, einer jüngeren Linie des Hauses Vaudémont, der seit 1483 regierenden Herzöge von Lothringen, und seiner Frau Catherine de Clèves sowie Bruder Charles’ de Lorraine, Herzog von Guise.
Der Laie – er empfing nie eine heilige Weihe – wurde von König Ludwig XIII. von Frankreich zum Koadjutorerzbischof nominiert. Mit dem Tod des Erzbischofs Philippe du Bec am 10. Januar 1605 wurde er als Erzbischof-Elekt dessen Nachfolger.
Mit Dispens durch Papst Paul V. heiratete er am 4. Februar 1611 Charlotte des Essarts, die ihm fünf Kinder gebar. Sein erster Sohn Charles Louis († 12. Juli 1668) wurde Bischof von Condom.
Im Konsistorium am 2. Dezember 1615 wurde er zum Kardinalpriester kreiert, er begab sich jedoch nie nach Rom, um den roten Galero und die Capa Magna entgegenzunehmen.
Der Erzbischof-Elekt starb nach kurzer Krankheit am 21. Juni 1621 und wurde in der Kathedrale von Reims beigesetzt.